# 綾羅島
39°2′2″N 125°45′53″E / 39.03389°N 125.76472°E

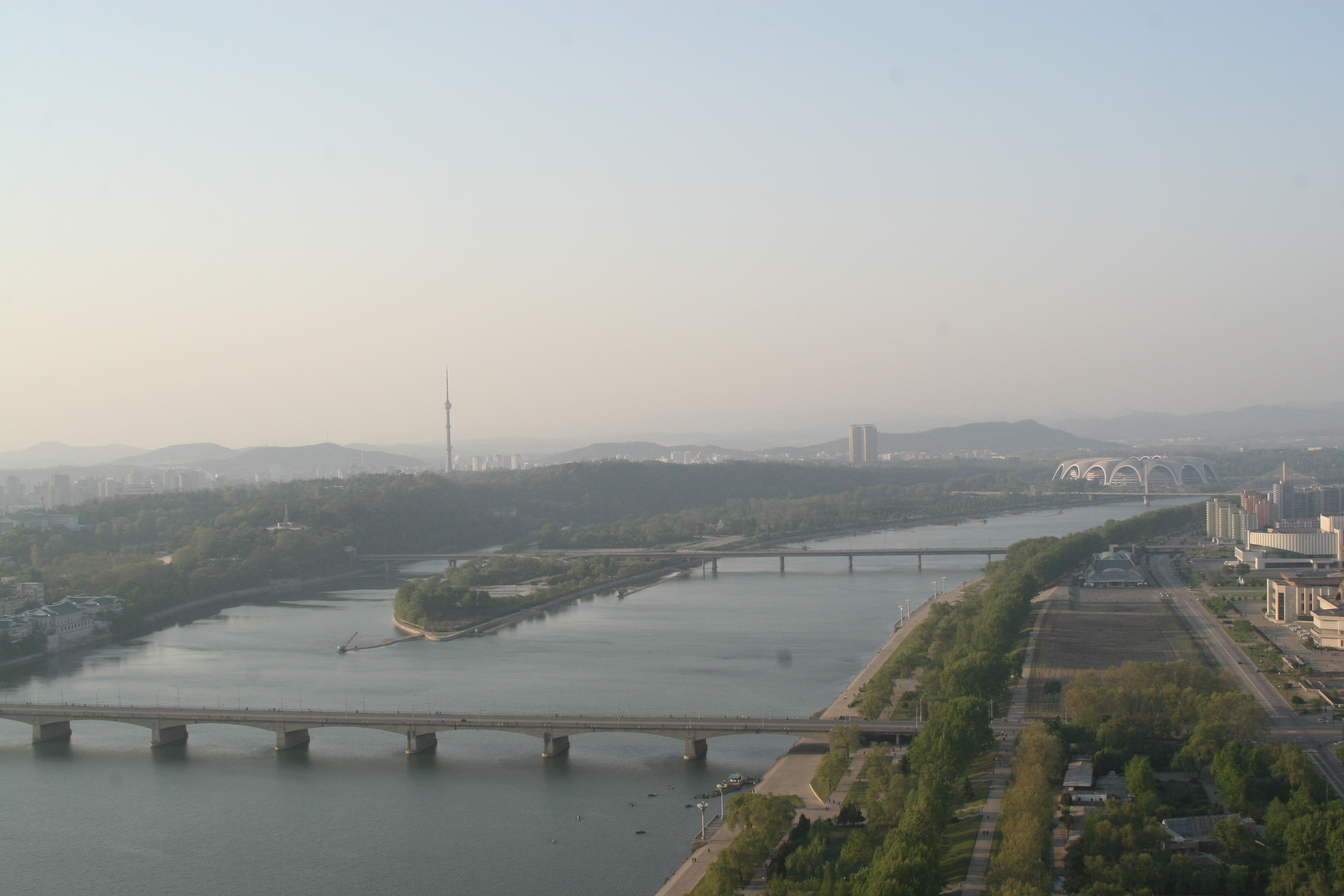
眺望綾羅島

綾羅島（：／ reung-ra do）是位於朝鮮民主主義人民共和國平壤市中區域大同江曲流上的河島。在綾羅島，是觀賞平壤八景中部分景色的好地點。
綾羅島上有五一體育場，是朝鲜舉行重大體育賽事和阿里郎節的場所。